# Aarne Salonen
Aarne Matias Salonen, född 18 februari 1900 i Tammerfors, död 24 augusti 1974 i Helsingfors, var en finländsk sångare, skådespelare, teaterregissör och sångtextförfattare. Som sångare använde sig Salonen av pseudonymen Matias Arne.
Salonens skådespelarkarriär började vid teatern i Tammerfors och han uppträdde därefter vid olika teatrar, innan han 1926 flyttade över till Anton Soinis Helsingfors arbetarteater. Samtidigt blev Salonen teaterregissör och lyckades 1927 värva den 18-årige Tauno Palo till teatern. Enligt Palo var Salonen en skicklig och entusiastisk teaterprofil, men till följd av lågkonjunkturen på 1930-talet fick Salonen ekonomiska problem. På 1920-talet var Salonen främst aktiv vid landsbygdsteatrar och blev 1928 chef för arbetarteatern i Sörnäs.Sedermera flyttade Salonen till teatern i Björneborg och gjorde på 1940-talet diverse små filmroller.
1929 medföljde Salonen på Dallapé-orkesterns inspelningsresa till Berlin och gjorde därvid 31 insjungningar. Några duetter gjordes tillsammans med Urho Walkama. Enligt uppgift skulle grammofonbolagsdirektören Niilo Saarkko dessförinnan sponsrat Salonens sångstudier i Berlin. På grund av bristande repertoar fick Salonen under resa agera sångtextförfattare, och sammanlagt tolv sånger av hans hand spelades in i Berlin, däribland en egen version av Säkkijärven polkka.

## Skivinspelningar

### 1929
- Friijaripoika
- Haavis Amanda
- Säkkijärven polkka
- Kukkuva kello
- Hurjan pojan koti
- Hyljätty
- Hyljätty lapsi
- Käy tanssihin tyttöni
- U-venevalssi
- Uimahallin Amalia
- Jätkän serenadi
- Kongo Paris Suomi
- Köyhälistön marssi
- Merimiesrakkautta
- Meripojan heilat
- Meripojan uni
- Taikayö
- Tropiikin yö
- Tuuli tuimana käy
- Turha kosinta
- Tummat silmät
- Suurkaupungin hämärässä
- Silkkisukka Pauline
- Pöllölän polkka
- Paimenpojan laulu (tillsammans med Urho Walkama)
- Minä tahtoisin
- Mykkä viulunsoittaja
- Mynkkysen radio
- Naantali uusikaupunki

## Filmografi
- VMV 6 (1936)
- Onni pyörii (1942)
- August järjestää kaiken (1942)
- Synnitön lankeemus (1943)
- Nuoria ihmisiä (1943)
- Herra ja ylhäisyys (1944)
- Tähtireportterit tulevat (1945)